# Notre-Dame-de-Livaye
Notre-Dame-de-Livaye è un comune francese di 133 abitanti situato nel dipartimento del Calvados nella regione della Normandia.

## Società

### Evoluzione demografica
Abitanti censiti